# Prix de beauté
Prix de beauté (en inglés: Beauty Prize, en el Reino Unido: Miss Europe) es una película francesa de 1930 dirigida por el director italiano Augusto Genina. La película es notable para ser la primera película sonora hecha por la estrella estadounidense Louise Brooks, a pesar de que todos sus diálogos y canción fueron doblados. Esta película es una de las primeras películas sonoras en Francia, junto con La edad de oro y Bajo los techos de París.

## Trama
A pesar de conocer el fuerte desprecio de su celoso prometido André por los concursos de belleza, la mecanógrafa Lucienne «Lulu» Garnier (Louise Brooks) envía por correo, junto con otras muchas aspirantes, dos fotografías de ella para participar en el concurso de Miss Francia patrocinado por el periódico Le Globe. Tras meditarlo mucho, intenta retirarse, pero es demasiado tarde: ya ha sido escogida como finalista. Cuando gana, tiene que viajar a España inmediatamente para competir por la corona de Miss Europa sin haber tenido la oportunidad de darle la noticia a André. Cuando este se entera, se apresura a ir a la estación de tren, pero es demasiado tarde.
Lucienne es seleccionada por los aplausos del público para ser Miss Europa. Atrae a numerosos admiradores ardientes, entre ellos un maharajah y el príncipe Adolphe de Grabovsky. André aparece y le da un ultimátum: regresar a Francia con él dentro de una hora o ellos habrán terminado. Está desgarrada, pero lo elige a él.
Sin embargo, se siente desgraciada en su apartamento. Cuando Grabovsky la sigue para ofrecerle un contrato cinematográfico con Sound Films International, ella rompe el contrato, pero más tarde, esa noche, lo reconsidera y se escabulle para aceptar, dejando solo una carta de explicación para André.
Realiza un cortometraje, que los ejecutivos del estudio deciden estrenar. Por casualidad, el trabajador de periódico André recibe el artículo sobre la noticia para que lo tipografie. Va a ver  a Lucienne, pero le dicen que está viendo la película y no puede ser molestada. Él se cuela de todos modos y le dispara mientras se mira a sí misma en la pantalla, matándola instantáneamente. André deja caer la pistola y no opone ninguna resistencia cuando es aprehendido. Detrás, la película en pantalla muestra a Lucienne cantando una canción sobre una mujer que ruega a su amante que no esté celoso de las atenciones que recibe de otros hombres.

## Reparto
- Louise Brooks como Lucienne Garnier
- Georges Charlia como Andre
- Augusto Bandini como Antonin, amigo y compañero de trabajo de Lucienne y Andre
- Andre Nicolle como la secretaria del periódico, a quien Lucienne apela para intentar retirarse del concurso
- Marc Ziboulsky como el director del certamen
- Yves Glaz como el maharajah
- Alex Bernard como el fotógrafo, que toma una foto de Lucienne y Andre antes de su fama
- Gaston Jacquet como Le Duc
- Jean Bradin como príncipe de Grabovsky

## Preservación
La versión con sonido no sincronizado estuvo en circulación muchos años. Sin embargo, el 18 de julio de 2013, el San Francisco Silent Film Festival presentó una restauración de la versión muda original completada por la Cineteca de Bolonia.